# لیتنیا (جورجیا)
لیتنیا، جورجیا (به انگلیسی: Lithonia, Georgia) یک شهر در ایالات متحده آمریکا با جمعیت ۱٬۹۲۴ نفر است که در شهرستان دیکلب، جورجیا واقع شده‌است.

## موقعیت جغرافیایی
موقعیت جغرافیایی شهرها و مناطق اطراف به شرح زیر است: